# Греко-Бактрийское царство
Греко-Бактрийское царство (греч. Βακτρία, то есть просто «Бактрия») — эллинистическое государство, образовавшееся на территории Бактрии и Согдианы в результате распада империи Селевкидов. Просуществовало с 250 до н. э. до 125 до н. э. Основу экономики составляли транзит товаров по зарождающемуся Великому шёлковому пути, добыча золота и лазурита.
Древние называли Бактрию землёй тысячи городов. Столица — город Бактры, население которого в период расцвета могло достигать 200 000 жителей. Хотя монеты Евкратида и других бактрийских царей с конца XVIII века считаются вершиной античной нумизматики, первоначальные раскопки в Бактрах и других региональных центрах не дали впечатляющих результатов, что привело к возникновению представлений о слабом уровне экономического и культурного развития Греко-Бактрии (так называемый «бактрийский мираж»). Лишь в 1970-е годы раскопки Ай-Ханума (Афганистан) и Тахти-Сангина (Таджикистан) позволили учёным получить богатый археологический материал и опровергнуть данные представления.
Греко-Бактрийское царство пало под ударами кочевого народа, известного в китайских источниках как юэчжи, однако его культура и традиции во многом были продолжены Индо-Греческим царством в долине Инда.

## История
Около 250 до н. э. от Селевкидов отложился бактрийский наместник (епарх) Диодот. Успеху его амбиций способствовала опора на местную иранскую аристократию и сирийские войны. Его сын Диодот II отстаивал независимость Бактрии за счёт пропарфянской позиции. Однако подобная ориентация на союз с варварами вызвала недовольство греко-македонских военных кругов внутри Бактрии, в результате чего бактрийский наместник Согдианы Евтидем осуществил в 235 г. до н. э. государственный переворот и стал царём.
Селевкидский правитель Антиох III, разбив парфян и принудив парфянского царя Артабана I признать себя зависимым от Селевкидов, в 208 г. до н. э. нанёс поражение 10-тысячной коннице Евтидема и осадил столицу Бактрии. Осада длилась около двух лет. Наконец, утомленный трудной войной, Антиох III послал на переговоры с царем Евтидемом своего приближенного Телея. Бактрийский царь сумел убедить Телея, что сирийцам невыгодно уничтожать самостоятельное царство в Бактрии, поскольку на востоке находятся огромные полчища кочевников (саков и массагетов). Сейчас, говорил Евтидем, бактрийцы защищают от них всю Азию, а если они будут покорены, то Антиоху придется самому заниматься борьбой с ними, а это нелегкое дело. Антиох принял эти доводы и заключил с Евтидемом в 206 г. до н. э. мирный договор, по условиям которого за правителями Бактрии был официально признан царский титул, хотя они и должны были принять верховную власть Селевкидов. Этот союз был скреплён династическим браком сына Евтидема Деметрия с дочерью Антиоха III.
При преемнике Евтидема Деметрии Греко-Бактрийское царство достигает относительного расцвета. Воспользовавшись падением империи Маурьев и последовавшими за ним религиозными смутами между буддистами и индуистами, Деметрий в 180 году до н. э. пересекает Гиндукуш и вторгается в долину реки Инд, которую к тому времени контролирует индуистская династия Шунга. В результате военного похода под его властью оказываются территории Арахозии и Пенджаба. Греко-Бактрийское царство оказывает поддержку буддизму, что приводит к появлению причудливого явления греко-буддизма. Слишком сильный акцент на индийском направлении привел к консервативному военному мятежу Евкратида, который основал третью династию бактрийских царей.
Хотя история Греко-Бактрии, написанная греком Аполлодором, не сохранилась, известно, что сначала от державы отпало буддийское Индо-греческое царство, возглавляемое евтидемидом Менандром I, а затем — Согдиана (вошедшая позднее в состав Хорезма). Около 160 года до н. э. парфянский царь Митридат I захватил Маргиану.
Собственно Бактрия была завоевана в 130-е годы воинственными кочевниками с севера, известными в китайских источниках как юэчжи, а в западных — как тохары. Важный город Ай-Ханум был полностью сожжён и прекратил своё существование приблизительно в 140 до н. э.. В это время последний царь Гелиокл покинул Бактрию и переместил свою столицу в долину Кабула, откуда он управлял индийскими владениями. Он считается последним греко-бактрийским царём, хотя возможно, что именно его наследники смогли продвинуться за Гиндукуш и владели западными землями Индо-греческого царства.

## Общество

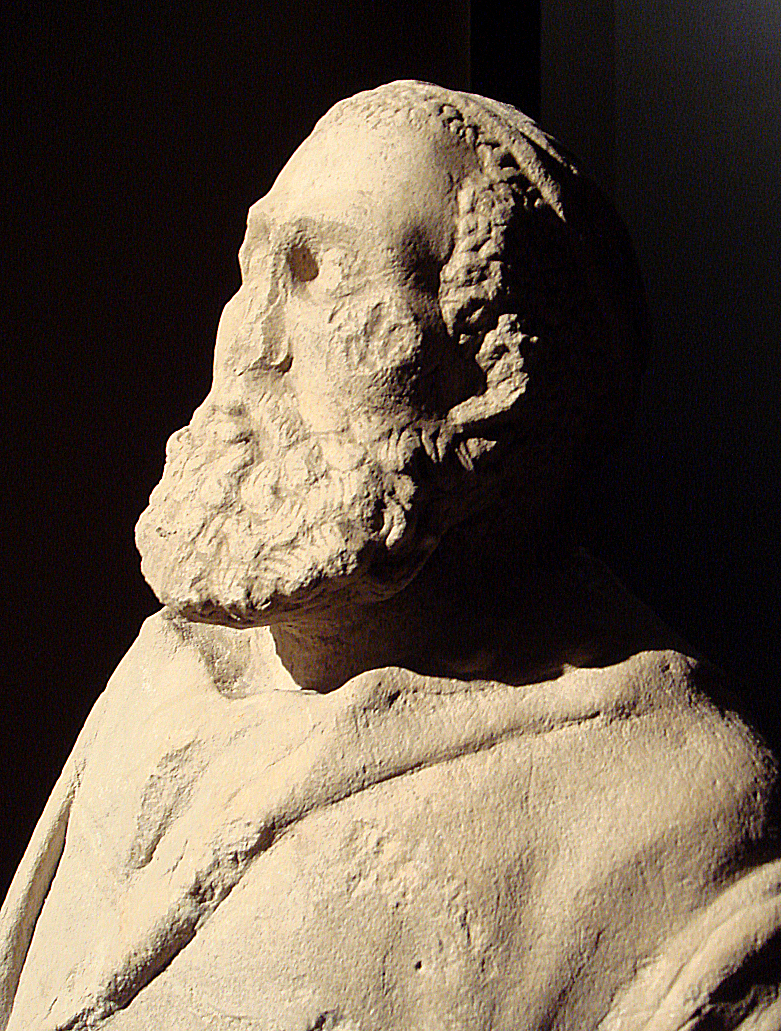
Статуя «философа» из Ай-Ханума

Население Греко-Бактрийского царства было неоднородным. Малочисленные, но владевшие передовыми военными технологиями (гетайры, фаланга, боевые слоны) греко-македонские колонисты («ионака») занимали военные и административные посты. Поначалу они бережно хранили свою эллинистическую культуру (гимнасии, театр, мегароны, скульптура, вакханалии), о чём свидетельствует городище Ай-Ханум. Приветствовали они и эллинизацию местного ираноязычного населения, которая, впрочем, была безуспешна. Тем не менее, археологи находят следы греко-бактрийского влияния в западном Китае (геометрический орнамент, статуэтки греческих солдат).
Вместе с тем, греко-македонское население активно впитывало элементы восточной мудрости, породив эффект греко-буддизма. Во II веке христианский автор Климент Александрийский свидетельствует о существовании буддистов (сарманов, греч.: «Σαρμάναι») среди бактрийцев (в это время «бактрийцами» назывались восточные греки) и говорит об их влиянии на греческую мысль («Стромата», книга I, часть XV).
На территории Греко-Бактрийского царства использовалось как греческое, так и арамейское письмо. Религия колонистов (древнегреческая религия) отличалась от религии местного населения (зороастризм, ведийская религия).

## Греко-бактрийские города

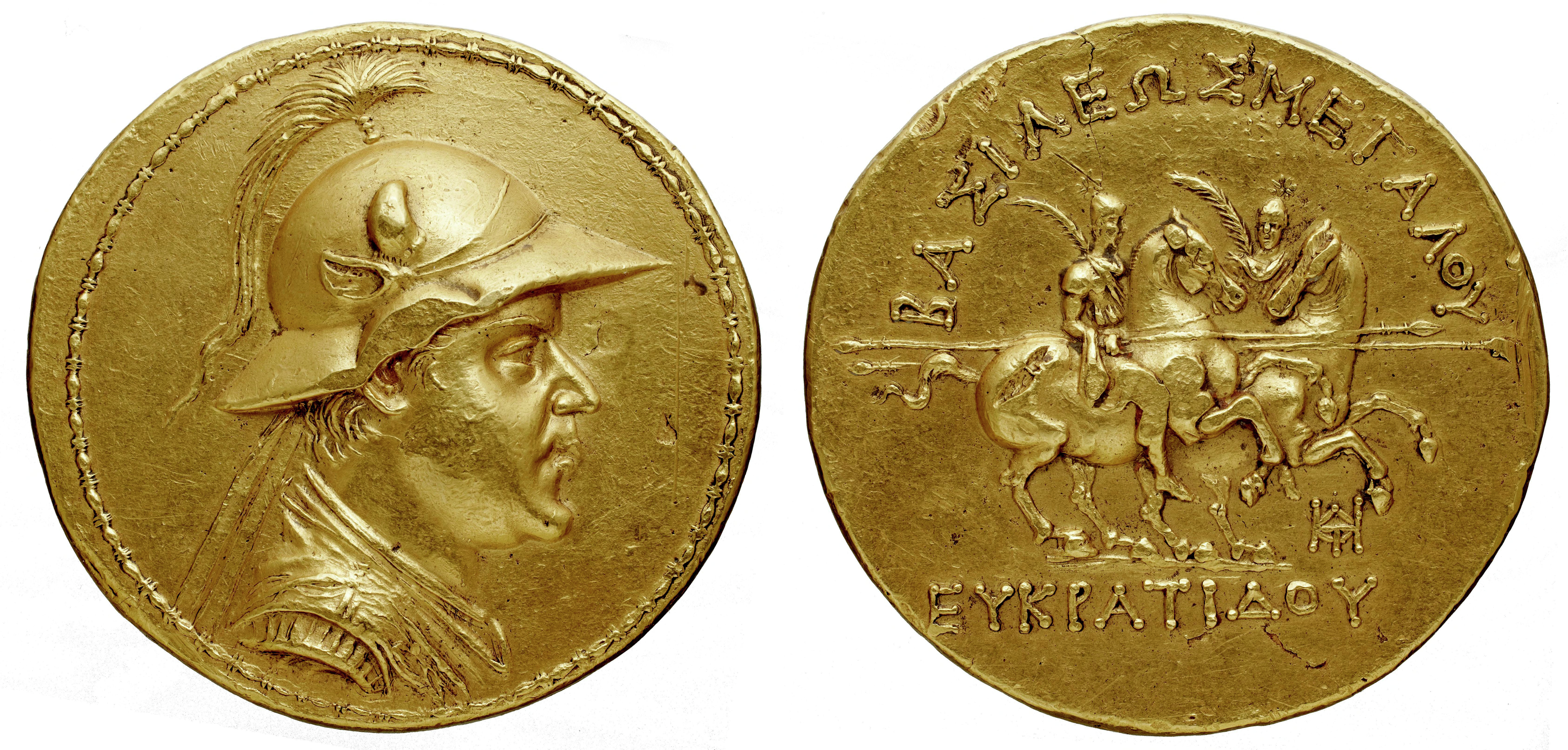
Золотой статер греко-бактрийского царя Евкратида — самая большая золотая монета античности (диаметр 58 мм, вес 169 грамм)

- Бактры (столица)
- Александрия Эсхата
- Александрия Кавказская
- Александрия в Арахозии
- Антиохия Заяксартская
- Деметрис
- Сиркап
- Ай-Ханум Золотой статер греко-бактрийского царя Евкратида — самая большая золотая монета античности (диаметр 58 мм, вес 169 грамм)